# Ʉ̀
Cette page contient des caractères spéciaux ou non latins. S’ils s’affichent mal (▯, ?, etc.), consultez la page d’aide Unicode.
Ʉ̀ (minuscule ʉ̀), appelé U barré accent grave, est une lettre additionnelle qui est utilisée dans l'écriture du dii, du kwanja, du lendu, du limbum, du mfumte, du muyang, et du ngiemboon.
Cette lettre est formée d'un Ʉ diacrité par un accent grave.

## Représentations informatiques
Le U barré accent grave peut être représenté avec les caractères Unicode suivants :
- décomposé (latin étendu B, alphabet phonétique international, diacritiques)[1],[2],[3] :

| formes    | représentations | chaînes de caractères | points de code | descriptions                                             |
| --------- | --------------- | --------------------- | -------------- | -------------------------------------------------------- |
| capitale  | Ʉ̀               | Ʉ◌̀                    | U+0244 U+0300  | lettre majuscule latine u barré diacritique accent grave |
| minuscule | ʉ̀               | ʉ◌̀                    | U+0289 U+0300  | lettre minuscule latine u barré diacritique accent grave |